# NHB Bank Zrt.
Az NHB Bank egy magyarországi kereskedelmi bank. A Magyar Bankszövetség tagja. A Magyar Nemzeti Bank a bank tevékenységi engedélyét 2019. március 14-én visszavonta és elrendelte a bank végelszámolását.

## Székhelye
1118 Budapest, Kelenhegyi út 39.

## Története
Kulturbank néven alapították 1990-ben, külföldi befektetők részvételével. 1992-ben a francia Banque Indosuez S.A. szerzett többségi részesedést – ettől kezdve a bank Banque Indosuez Magyarország Rt. néven folytatta a
tevékenységét. 1995. novemberében a koreai érdekeltségű Hanwha-csoport vásárolta meg a Banque Indosuez Magyarország Rt. részvényeit és többségi tulajdonosként Hanwha Bank Magyarország Rt. néven működtette tovább a bankot.
2013. szeptemberében neve evoBank Ztr.-re változott, miután többségi tulajdona magyar kézbe
került. 2014. szeptemberében a tulajdonosi struktúra átalakult, és a többségi tulajdonos (98, 47 %) a BanKonzult Pénzügyi és Gazdasági Tanácsadó Kft. lett (külföldi tulajdonosa a Fransa Holding S.A., 1,53 %-kal) A bank neve 2014. október 21-én NHB Növekedési Hitel Bank Zrt.-re változott.
2018 végén a Magyar Nemzeti Bank a banknál fellépett súlyos likviditási gondok miatt a 7 millió Forintot meghaladó követelések kifizetésének két alkalommal való befagyasztását rendelte el. A második korlátozás 2019. március 18-án jár le.
A Magyar Nemzeti Bank a bank tevékenységi engedélyét 2019. március 14-én visszavonta és elrendelte a bank végelszámolását. Végelszámolóként az MNB a Pénzügyi Stabilitási és Felszámoló Nonprofit Kft.-t (PSFN) jelölte ki.

## Vezetői
Drabik Zsolt vezérigazgató

## Szolgáltatásai
- számlavezetés, pénzforgalmi szolgáltatások
- deviza átutalások, okmányos ügyletek lebonyolítása
- garanciák kibocsátása
- hitelezés gazdálkodó szervezetek részére
- jelzálog- és lakáshitelezés
- betéti szolgáltatások, betétszámlák vezetése
- pénzváltás
- befektetési szolgáltatások
- ügyvédi, közjegyzői számlavezetés
- internetbank.